# Haplocyclops torresi
Haplocyclops torresi – gatunek widłonoga z rodziny Cyclopidae. Nazwa naukowa tych skorupiaków została opublikowana w 1998 roku przez zespół biologów: Carlos Eduardo Falavigna Da Rocha, Isabela Claret Torres, Paulina Maria Maia-Barbosa.